# Штейнберг, Елизавета Ивановна
Елизаве́та Ива́новна (Я́новна) Ште́йнберг (1884—1963) — советская учёная-ботаник, кандидат биологических наук.

## Биография
Родилась в Эстонии 24 апреля 1884 года. В 1905 году окончила Ревельскую женскую гимназию, затем в течение двух лет преподавала. Вскоре переехала в Петербург и поступила на Высшие женские Бестужевские курсы.
Впоследствии Елизавета Ивановна переехала в Томск, училась, а потом и работала в Томском университете под руководством профессора Порфирия Никитича Крылова. С 1914 года она была сотрудником Ботанического музея Академии наук в Петербурге. С 1918 по 1920 год преподавала на кафедре ботаники Петроградского университета, до 1931 года — в Петергофском научно-исследовательском естественно-научном институте. С 1920 года Е. И. Штейнберг — член Ботанического общества, с 1922 года работала в редакции «Журнала Русского ботанического общества».
В 1916 году Е. И. Штейнберг ездила в экспедицию на Кавказ для изучения высокогорных лугов. В 1926 году она участвовала в экспедиции по Минусинскому краю, проводимой Томским университетом. С 1927 по 1929 год — проводила ряд исследований лугов в окрестностях Кисловодска. В 1931 году занималась поиском полезных эфирномасличных растений на Алтае, в 1932 по 1934 год исследовала видовой состав флоры Кольского полуострова. В 1937 году Елизавета Ивановна ездила в киргизский Алатау, в 1938 году — в Узбекистан, в 1939 году — в Западный Тянь-Шань, где занималась сбором люцерны.
Во время Великой Отечественной войны оставалась в блокадном Ленинграде, оказывала помощь раненым, предпринимала усилия по сохранению ботанических ценностей в Институте. Награждена медалями «За оборону Ленинграда» и «За победу над Германией».
После войны продолжала работу в Ботаническом институте в качестве старшего научного сотрудника.
3 февраля 1963 года в Ленинграде Елизавета Ивановна Штейнберг скончалась.

## Некоторые научные работы
- Штейнберг Е. И. Сем. CXIII. Кипрейные — Onagraceae // Флора СССР = Flora URSS : в 30 т. / начато при рук. и под гл. ред. В. Л. Комарова. — М. ; Л. : Изд-во АН СССР, 1949. — Т. 15 / ред. тома Б. К. Шишкин, Е. Г. Бобров. — С. 565—637. — 742 с. — 4000 экз.

## Растения, названные в честь Е. И. Штейнберг
- Astragalus steinbergianus Sumnev., 1934
- Hieracium steinbergianum Üksip, 1959
- Viola elisabethae Klokov, 1949